# Lulinha
Luiz Marcelo Morais dos Reis (Mauá, 10 april 1990) - alias Lulinha - is een Braziliaans voetballer die bij voorkeur als offensieve middenvelder speelt. Hij verruilde in juni 2014 Criciúma voor Ceará SC.

## Clubcarrière
Lulinha speelde negen jaar in de jeugdopleiding van SC Corinthians alvorens hij er debuteerde in 2007. Aan het einde van dat jaar verlengde hij zijn contract tot 2012. Hij werd uitgeleend aan het Portugese GD Estoril-Praia, EC Bahia en Ceará SC. In februari 2013 trok hij als transfervrije speler naar Ceará SC, dat in de Campeonato Brasileiro Série B actief is. In januari 2014 vertrok hij transfervrij naar Criciúma. Dit verblijf was van korte duur, aangezien hij in juni 2014 weer terugging naar Ceará SC. In januari 2015 verhuurde de club hem aan Red Bull Brasil tot eind mei 2015.

## Interlandcarrière
Lulinha kwam van 2005 tot 2007 uit voor Brazilië -17, waarin hij zestien doelpunten scoorde in zestien wedstrijden.

## FM 2008
Het onder voetballers bekende spel Football Manager kenmerkte Lulinha in de versie van 2008 als een -10 talent. Door de status van wonderkind in dit spel verkreeg Lulinha veel bekendheid onder spelers van dit spel. Mede door de aandacht toonde Ajax in 2009 voorzichtige interesse, al werd dit nooit concreet.